# Aetobatus flagellum
Aetobatus flagellumは、マダラトビエイ属に属するエイの一種。鼻褶は切れ込んでおり、歯は上下揃っており、下顎にはV字型の歯がある。インド西太平洋の熱帯から温帯海域に分布する。甲殻類、頭足類、棘皮動物、小型の硬骨魚を食べる底魚。珍しい種であり、IUCNによって絶滅危惧種とされている。

## 分類
かつて本種にはナルトビエイという和名が与えられていたが、2013年の研究により日本から中国、ベトナムに分布する個体群がAetobatus narutobieiとして分離され、こちらの種がナルトビエイと呼ばれることとなった。

## 分布・生息地
ペルシャ湾からインド、スリランカ、バングラデシュを経てミャンマーまでのインド洋沿岸と、ボルネオ島からジャワ海を中心としたマレーシア、インドネシア沿岸に分布する。フィリピンに分布する可能性もある。沿岸の浅場に生息し、汽水域に入ることも多い。

## 形態
背面は一様に緑褐色で、斑点などの模様はない。腹面は白色で、縁に沿って緑褐色の斑点がある。眼は青黒色。マダラトビエイ属では小型であり、体盤幅は雄で23 - 54 cm、雌で24 - 58 cm。最大でも90 cm程度。尾は非常に長く、体盤幅の1.22 - 2.81倍。ナルトビエイによく似るが、本種はより小型であり鰭条の数も少ない。
吻先には頭鰭があり、頭部から離れている。眼は頭部背側にあり、噴水孔は眼の後方にある。胸鰭は頭部から離れており、後方にある。体盤は比較的大きい菱形で、胸鰭は鋭角三角形で、後端は丸い。背鰭は胸鰭の間にあり、尾鰭は無い。

## 生態
水深0-40メートルの底付近を遊泳し、甲殻類、頭足類、棘皮動物、貝類などの底生無脊椎動物、小魚を捕食していると考えられる。吻を使って底に穴を掘り、獲物を探す。歯によって獲物の殻などを砕き、中身を捕食する。他のトビエイ類同様に無胎盤性の胎生であり、卵黄を使い切った胚は母体が分泌する子宮乳によって成長する。出生時は体盤幅23センチメートル程度。雄は体盤幅50センチメートル、雌は75センチメートル程度で性成熟する。繁殖力は低く、産仔数は1 - 4で、4 - 6年で性成熟する。

## 人との関係
本種の漁獲量データは無いが、分布域の全域でエイの漁獲量が減少傾向にあるため、本種も個体数を減らしていると考えられる。トロール網などで混獲された場合廃棄されるか、地元の魚市場で販売される。河口域に生息するため、化学物質や金属の流出など、人間活動の影響を受けやすい。河口では浚渫や埋め立てなどの工事も行われる為、生息地の破壊も起こっている。